# Pseudostenophylax takaoensis
Pseudostenophylax takaoensis là một loài Trichoptera trong họ Limnephilidae. Chúng phân bố ở miền Cổ bắc.